# Saverio Di Bella
Saverio Di Bella (Drapia, 19 novembre 1940) è uno storico e politico italiano, docente di Storia moderna e senatore della Repubblica italiana.

## Formazione
Undicesimo figlio di una famiglia contadina calabrese, inizia gli studi umanistici sotto la guida di don Domenico, zio paterno e parroco di Lampazone di Ricadi. Frequenta poi il liceo classico di Tropea e compie gli studi universitari a Messina, laureandosi nel 1963 con Rosario Villari.

## Attività accademica
Nel 1970 vince il concorso per assistente di ruolo e viene chiamato da Rosario Villari alla propria cattedra di storia moderna nella Facoltà di Lettere e Filosofia dell'Università degli studi di Messina. Successivamente è incaricato da Paolo Alatri di dirigere la rivista Incontri meridionali. Semestrale di storia e cultura. Nel 2000 fonda insieme a Walter Pellegrini la rivista Incontri Mediterranei.

Nell'ateneo messinese ha insegnato anche Storia del Risorgimento, Storia economica, Storia delle rivoluzioni.

È autore di numerosi studi sulle rivoluzioni del '600, sull'età napoleonica, sulle rivolte contadine nel Mezzogiorno d'Italia e sulla criminalità organizzata di stampo mafioso.

## Impegno civile
Nel 1985 fonda il Centro studi e documentazione sulla criminalità mafiosa dell'ateneo di Messina, realizzando un progetto di Rocco Chinnici. Nello stesso periodo fonda e dirige l'Istituto di studi, ricerche e iniziative sulle società contadine in Calabria di Lamezia Terme.

Nel 2008 fonda l'Associazione Zaleuco onlus, all'interno della quale viene rifondato il centro studi sulla criminalità mafiosa, intitolato oggi a Rocco Chinnici e Giovanni Falcone.

## Attività politica
Segretario della Camera del lavoro di Gasponi dal 1963. Tra il 1970 e il 1980 è stato assessore e successivamente vice sindaco del comune di Drapia.

È stato membro del direttivo nazionale della CGIL nel settore Scuola e università e segretario provinciale della CGIL Scuola di Messina.
Nelle elezioni politiche del 1994 viene candidato dalla coalizione dei progressisti al Senato della Repubblica italiana, collegio di Vibo Valentia-Soverato, ed eletto con il 39,2% dei voti,
dal 1994 al 1996 è stato componente della Commissione parlamentare antimafia e della Commissione parlamentare agricoltura.
Nelle elezioni politiche del 1996 si candida alla Camera dei deputati per la lista socialista e ottiene il 9,5% dei voti nel collegio di Vibo Valentia, ma non viene eletto.

## Opere
- La rivolta di Messina e il mondo mediterraneo nella seconda metà seicento(1674-1678), atti del Convegno storico Internazionale (Messina, Aula Magna dell'Universita, 10-12 ottobre 1975), Pellegrini editore, Cosenza 1979.
- Economia e storia. Sicilia-Calabria XV-XIX secolo, Pellegrini editore, Cosenza.
- Chiesa e società civile nel Settecento italiano, Giuffrè editore, Milano, 1982.
- Mafia e potere, Rubbettino editore, Soveria Mannelli 1983.
- Resistenza ieri e oggi: contro il fascismo e contro la mafia, (con Anna M. Garufi), LPE, Cosenza 1989.
- Strutture agrarie e lotte per la terra nel Mezzogiorno contemporaneo: la Calabria, Rubbettino editore, Soveria Mannelli.
- Caino barocco, Pellegrini editore, Cosenza.
- Modernizzazione e globalizzazione nel 500, 2003 (agg. 2013, ed. Zaleuco, Vibo Valentia).
- La seduzione del potere - La tentazione del sapere, 2003 (agg. 2013, ed. Zaleuco, Vibo Valentia).
- La ragione armata e l'alba dei diritti dell'uomo, 2003 (agg. 2013, ed. Zaleuco, Vibo Valentia).
- Popoli sovrani e tramonto dei modelli imperiali (2 voll.), 2003 (agg. 2013, ed. Zaleuco, Vibo Valentia).
- Patrie Inni e Valori - Dai diritti dell'uomo ai diritti dell'umanità (2 voll.), 2005 (agg. 2013, ed. Zaleuco, Vibo Valentia).
- Le parole della libertà, 2006 (agg. 2013, ed. Zaleuco, Vibo Valentia).
- Trame di seta, sete di potere. Messina 1612. Zaleuco, Vibo Valentia 2011.
- Il Lungo Risorgimento: Rivoluzioni, guerra civile, costituzioni nel Mezzogiorno (1796-1948), con Placido Currò, Zaleuco, Vibo Valentia 2011.
- Scritti della rivoluzione francese: economia e società (1789-1794), a cura di Saverio Di Bella e Placido Currò, Il grano, Messina 2012.
- Le sirene malvagie, Zaleuco, Vibo Valentia 2014.